# Ferrocarriles de Vía Estrecha

Renfe Feve logo

Netzplan Nordspanien

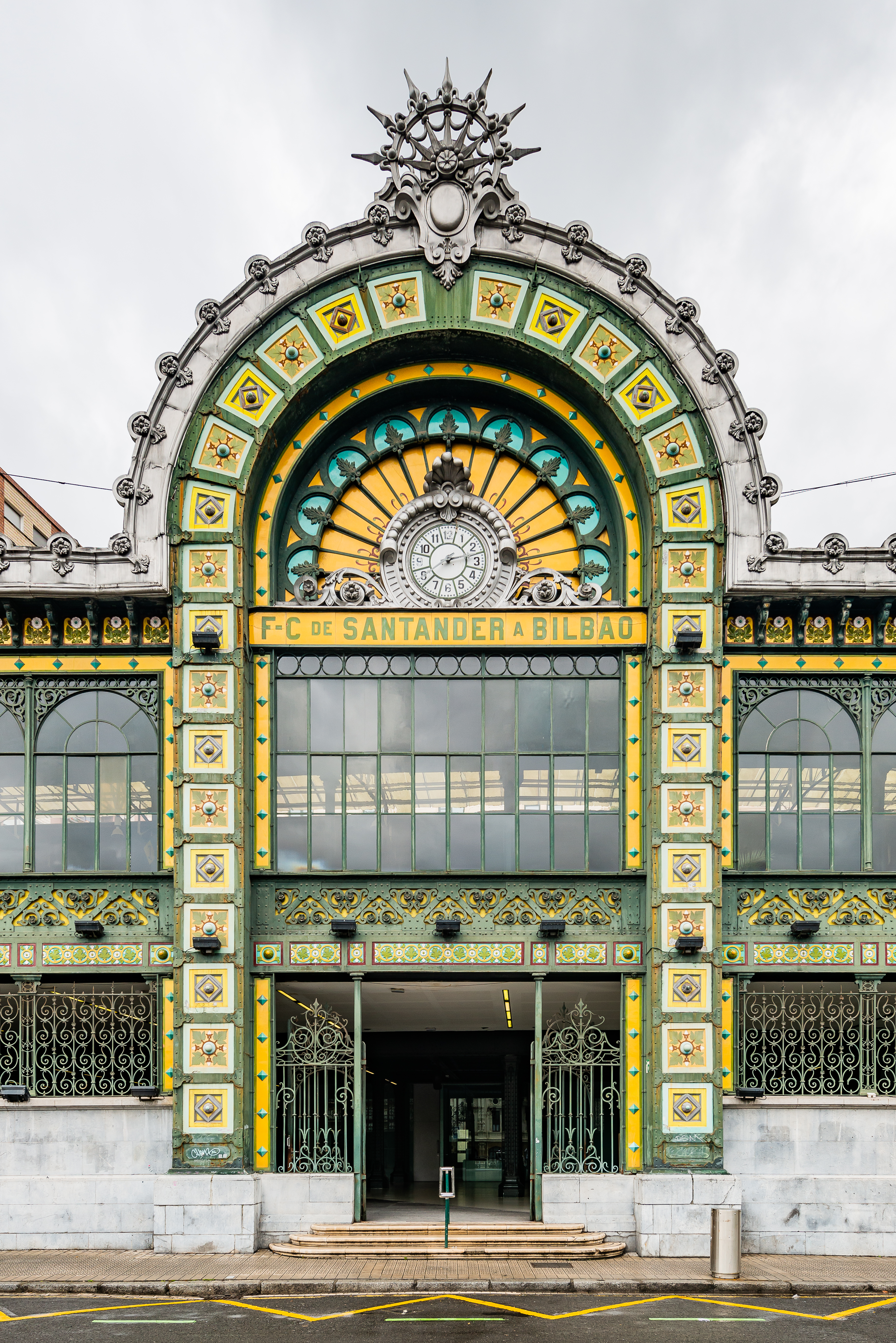
FEVE-Bahnhof Bilbao Concordia

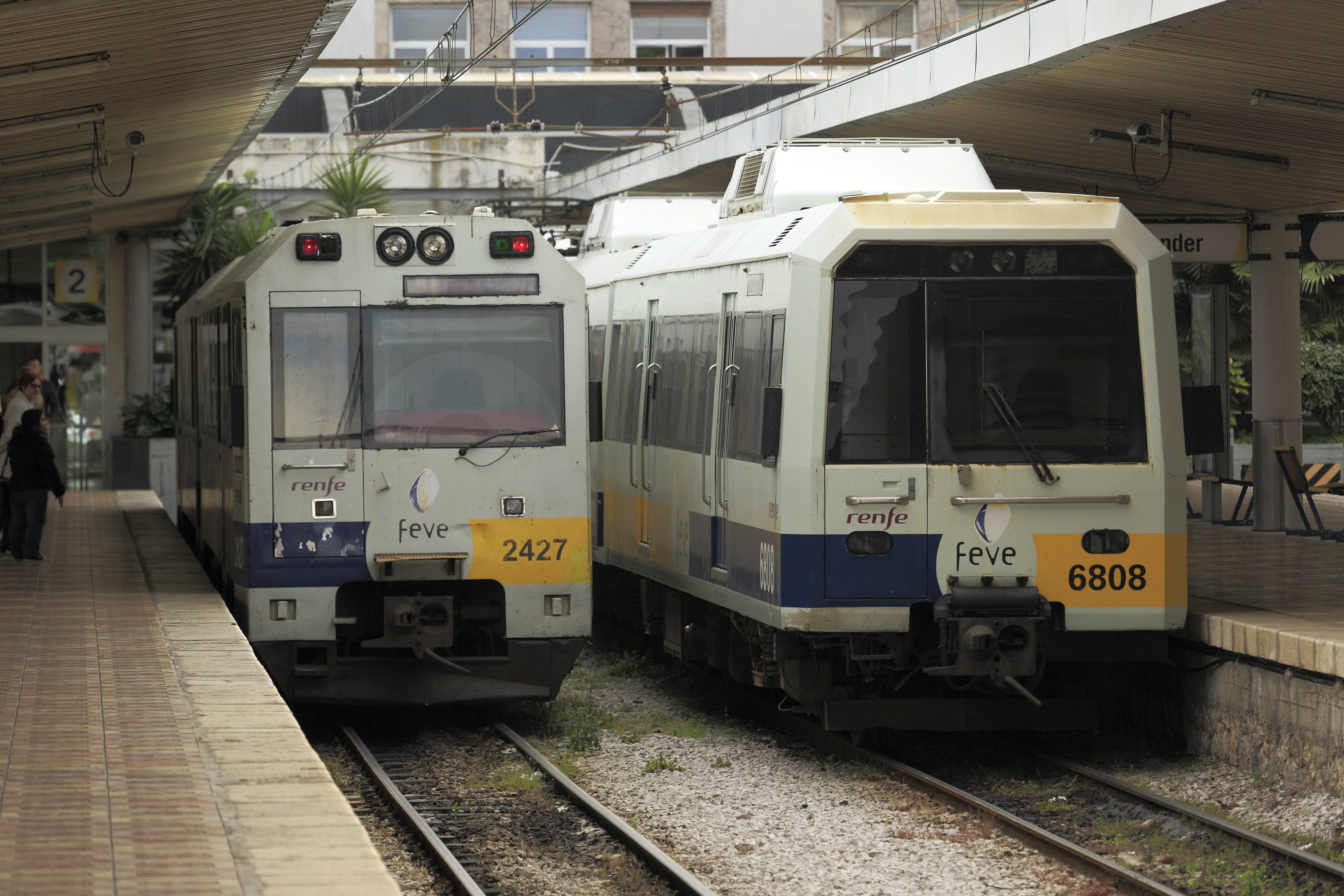
Diesel- und Elektrotriebwagen im Bahnhof Santander

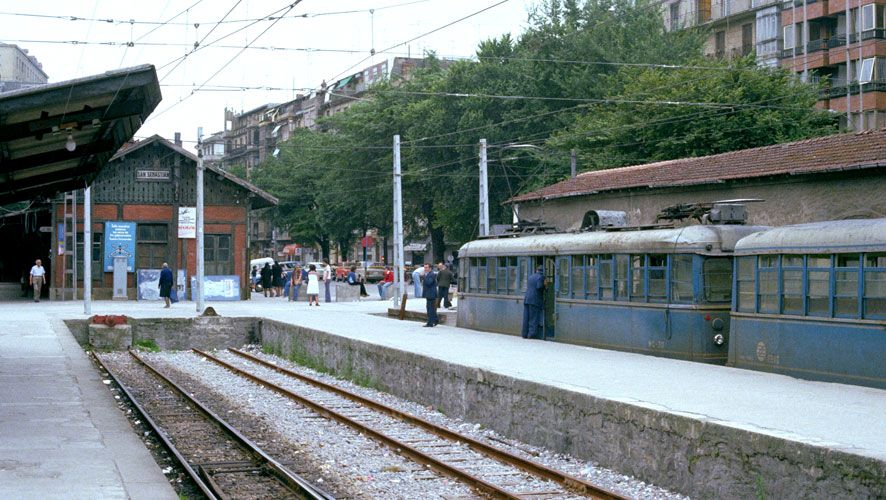
Bahnhof San Sebastián-Amara um 1980 – seit 1982 gehört er zu EuskoTren

Die zahlreichen spanischen Schmalspurbahnen wurden ab den 1930er Jahren in der staatlichen Explotación de Ferrocarriles por el Estado (EFE) zusammengefasst und 1965 in das Staatsunternehmen Ferrocarriles de Vía Estrecha (FEVE) (deutsch Schmalspureisenbahnen) ausgegründet. Zum 1. Januar 2013 wurde FEVE im Zuge staatlicher Sparmaßnahmen in die Eisenbahngesellschaft Renfe Operadora und den Infrastrukturbetreiber Administrador de Infraestructuras Ferroviarias (ADIF) eingegliedert. Renfe Feve, abgekürzt Feve, ist seitdem eine Handelsabteilung von Renfe Operadora.

## Netz aktuell
Das Streckennetz der ehemaligen FEVE umfasst etwa 1.200 km in Meterspur. Die Hauptstrecke verläuft entlang der Nordküste Spaniens von Bilbao über Santander und Oviedo nach Ferrol. Sie durchquert dabei die autonomen Gemeinschaften Baskenland, Kantabrien, Asturien und Galicien und verläuft weitgehend parallel zur Nordroute des Jakobsweges, dem Camino del Norte. Auf dieser Strecke verkehren im Sommer auch zwei Hotelzüge (Transcantábrico und Costa Verde Express), die Urlaubern mehrtägige Reisen entlang des kantabrischen Meer ermöglichen.
Eine weitere Strecke verbindet die Städte Bilbao und León, allerdings mit nur einer Verbindung pro Tag und einer Fahrtzeit von über sechs Stunden. Diese Strecke wurde aufgrund technischer Mängel in den 1990er Jahren stillgelegt. Im Jahre 2003 wurde der Betrieb nach einigen Sanierungsmaßnahmen wieder aufgenommen.
(siehe Hauptartikel: Ferrocarril de La Robla)
Eine kurze Strecke ohne Verbindung zum übrigen Netz in Nordspanien existiert in der Region Murcia zwischen Cartagena und Los Nietos.
Neben den Hauptstrecken gibt es Nebenstrecken in den Regionen Kantabrien und Asturien, die für den S-Bahn-Betrieb genutzt werden sowie einige Stichstrecken zur Anbindung von Industriestandorten, Bergwerken und Häfen für den Güterverkehr. Dabei handelt es sich teilweise um Strecken, die aufgrund von technischen Mängeln im Personenverkehr nicht mehr genutzt werden können.

## Betrieb

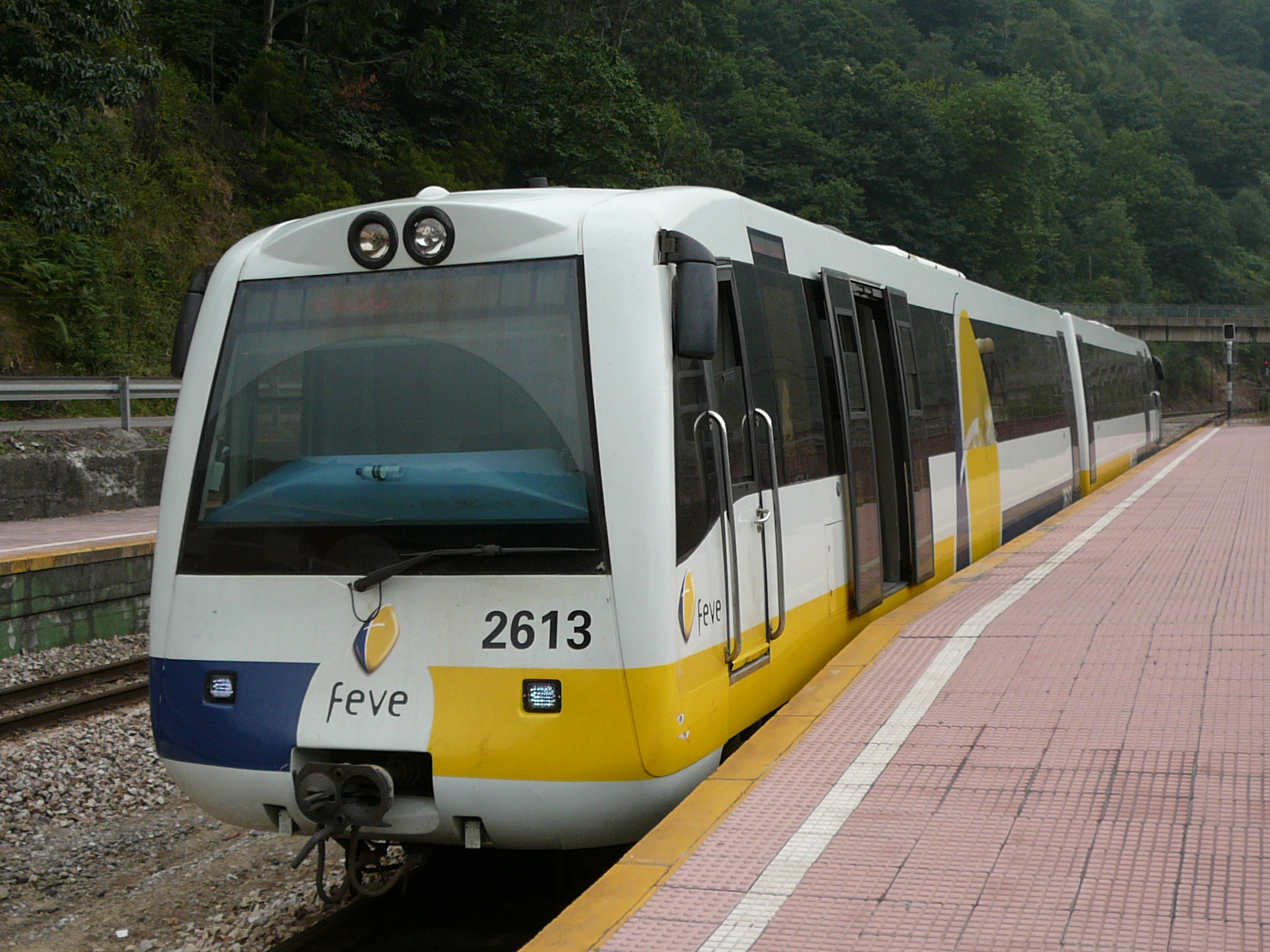
Doppeltriebwagen der Baureihe 2600 (Umbau der Baureihe 2300 von MAN) im Bahnhof Ablaña in Mieres

Die FEVE war ein staatliches Unternehmen und zudem Betreiber von Personennah- und Güterverkehr; der Betrieb wurde von Renfe übernommen. Am stärksten ist das Streckennetz im unmittelbaren Umkreis der Städte Oviedo und Gijón frequentiert. Dort, im Zentrum von Asturien, sowie an den S-Bahn-Linien von Santander und Bilbao ist das Netz elektrifiziert und teilweise mehrgleisig ausgebaut.

### Personenverkehr
FEVE, bzw. Renfe betreibt S-Bahn-Linien in den Großräumen Bilbao, Santander, Asturien, León und Ferrol. In León und Ferrol ist das Netz nicht elektrifiziert und der S-Bahn-Betrieb mit Dieselzügen umgesetzt. Auf den Netzabschnitten mit S-Bahn-Betrieb verkehren Züge in der Regel je nach Bedarf viertelstündlich bis stündlich. Darüber hinaus verkehren dieselbetriebene Regionalzüge zwischen diesen Zentren, wobei es meist nur einzelne Verbindungen pro Tag gibt. Diese halten in den Regionen mit S-Bahn-Betrieb nur an wenigen, wichtigeren Stationen. Im Linienverkehr werden ausschließlich Triebwagen eingesetzt.
Darüber hinaus gibt es unregelmäßige Nostalgie- und Touristenfahrten, bei denen sehr unterschiedliche, meist lokbespannte Personenzüge zum Einsatz kommen. Neben dem Luxuszug Transcantabrico verkehren Sonderzüge im Rahmen von Wochenendausflügen zu unterschiedlichen Sehenswürdigkeiten, wobei die Fahrkarten meist im Rahmen von Pauschalangeboten verkauft werden, bei denen Verpflegung und Eintrittsgelder inbegriffen sind. Für die stattfindenden Ausflüge wird in den Bahnhöfen auf Flugblättern geworben.

### Güterverkehr
2021 wurden die Güterverkehrsleistungen im meterspurigen Streckennetz der früheren FEVE an die Constru-Rail, ein gemeinsames Tochterunternehmen von Continental Rail (51 %) und Renfe Mercancías (49 %), übergeben.

## Geschichte

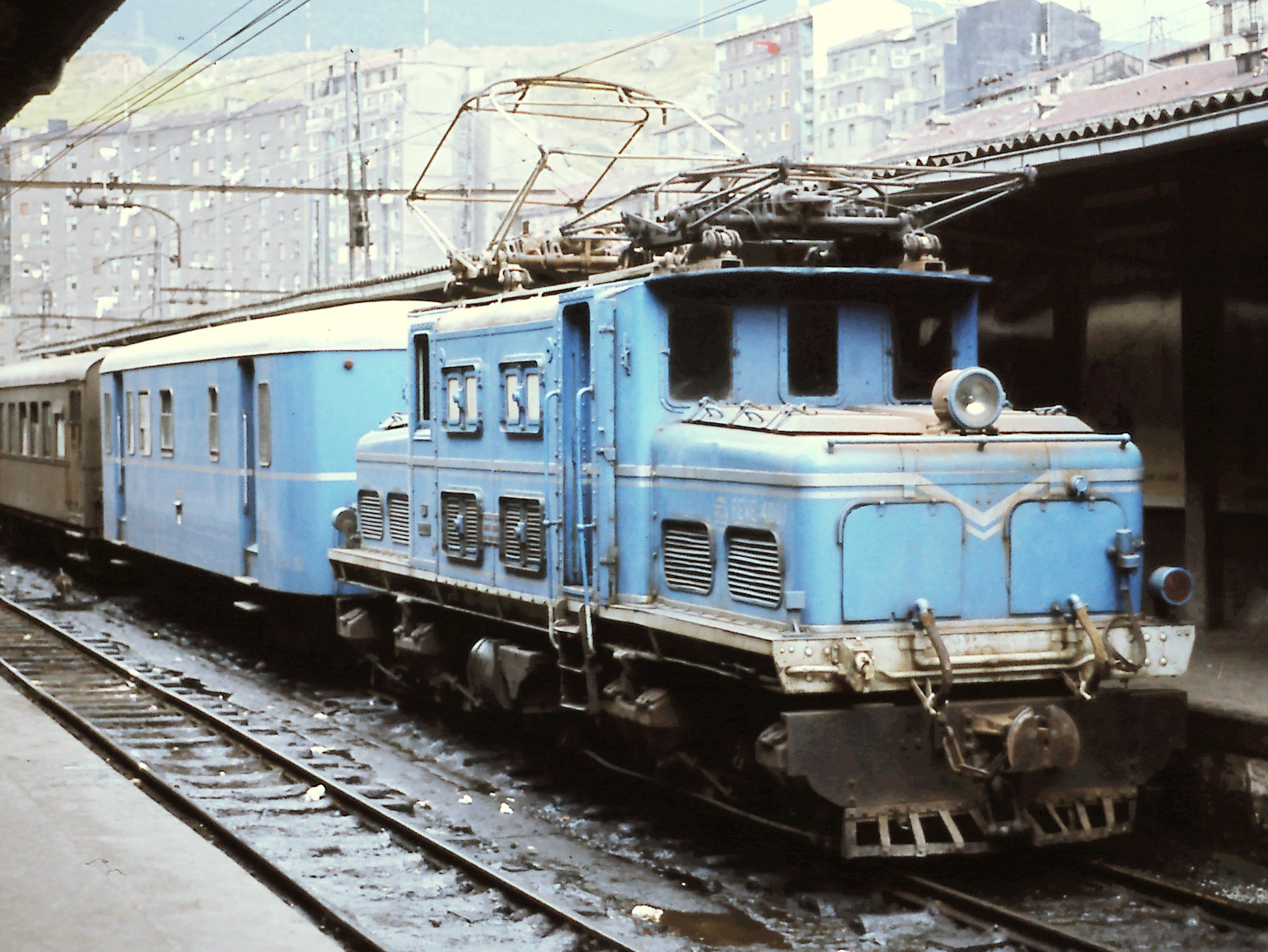
1928 bei BBC gebaute Elektrolokomotive E 4001 – eine von zehn gelieferten Maschinen dieser Baureihe – in Bilbao, 1977

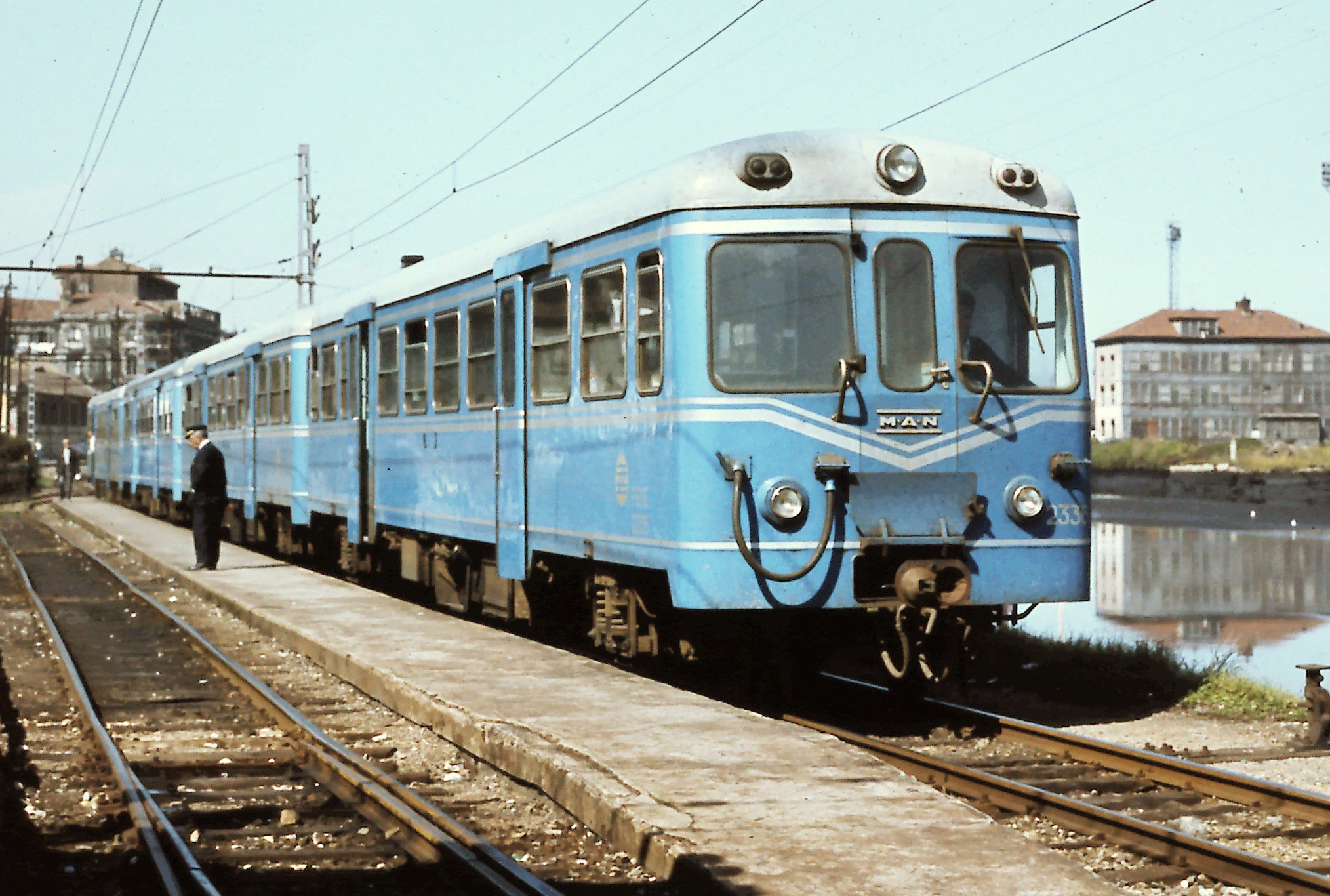
MAN-Dieseltriebwagen der Baureihe 2300 in Avilés, 1977

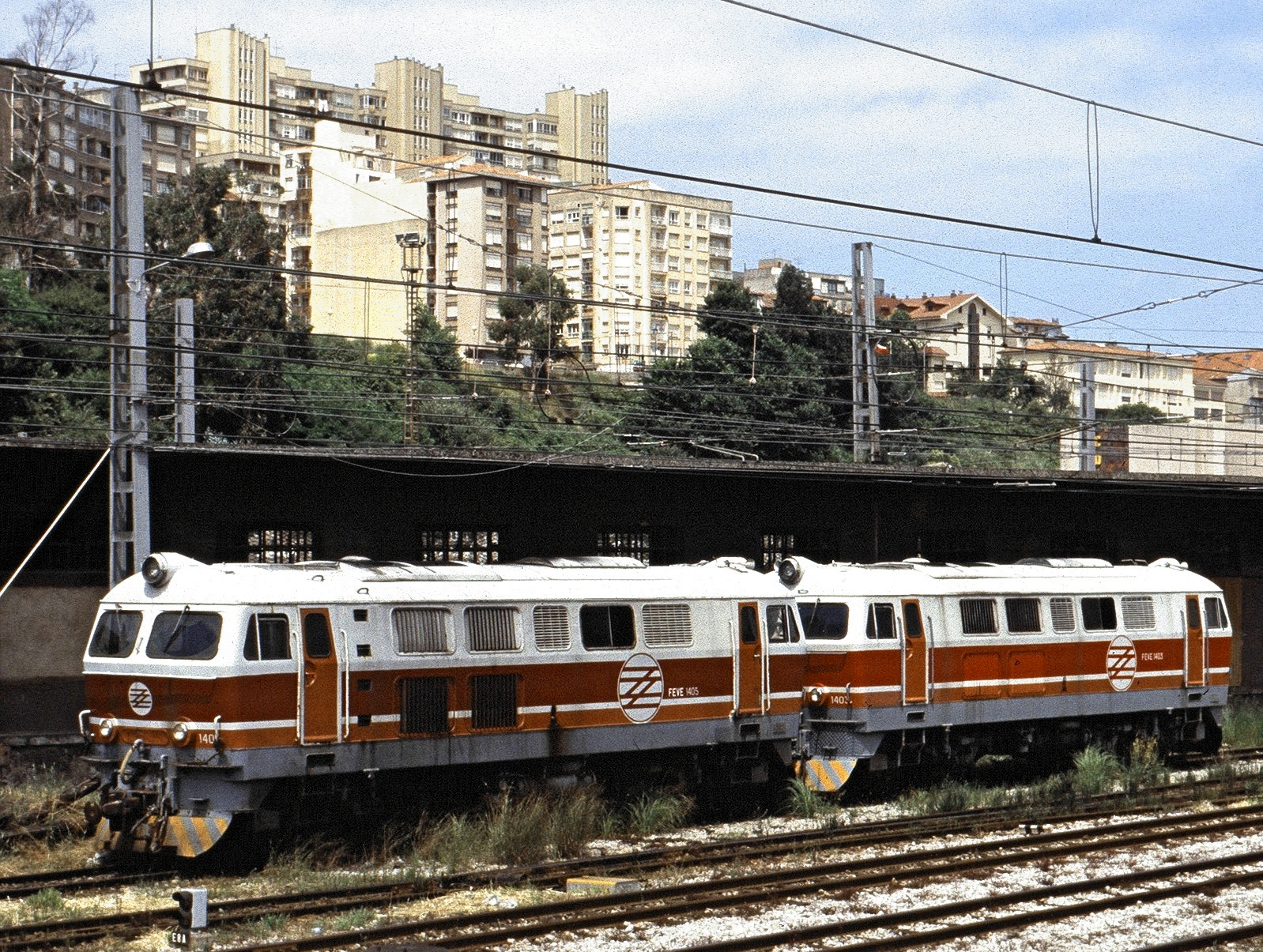
FEVE 1405 (Henschel 1966, seit 1998 als D 5 bei der Brohltalbahn) und Schwesterlomotive in Santander, 1988

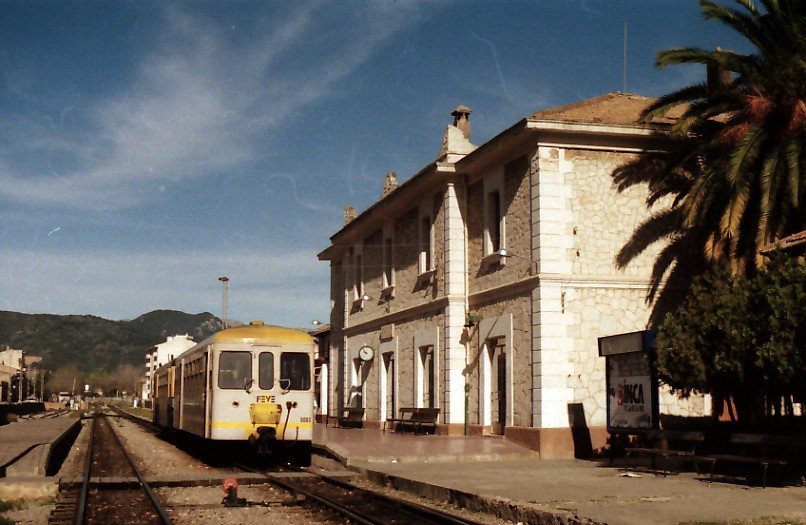
Zug der FEVE in Inca auf Mallorca, 1990

Als auf der iberischen Halbinsel der Eisenbahnverkehr eingeführt wurde, erfolgte dies mit einer Breitspur von 1674 mm (ab 1955 dann 1668 mm), um durch breitere Züge einen stabileren Lauf zu gewährleisten und mehr Güter bzw. Menschen in einem Zug transportieren zu können. Neben allen Vorteilen des Breitspurformates wurden aber auch Nachteile entdeckt, insbesondere die Schwierigkeit, eine Breitspurstrecke durch Gebirge zu bauen und der größere Platzbedarf. Als Konsequenz daraus wurden in Spanien zeitgleich zur Breitspur-Infrastruktur eine größere Zahl an Schmalspurstrecken gebaut, die meist von kleinen privaten Unternehmen betrieben wurden. Bereits ab den 1930er Jahren waren einige dieser Privatbahnunternehmen von der Insolvenz bedroht. Um zu verhindern, dass ein Großteil des lokalen Bahnverkehrs durch Pleiten der Betreiber lahmgelegt würde, übernahm die staatliche Organisation Explotación de Ferrocarriles por el Estado (EFE) zumindest den Betrieb auf den entsprechenden Strecken. EFE wurde im November 1965 als Ferrocarriles de Vía Estrecha (FEVE) ausgegliedert. Unrentable Strecken wurden dabei stillgelegt, von den entsprechenden Stilllegungswellen in den 1960er und 1970er Jahren war auch Spanien betroffen.
Mittlerweile wurden jedoch einige Schmalspurstrecken wieder von regionalen Betreibergesellschaften übernommen und befinden sich in einem stabilen Zustand. Dazu zählen die SFM auf Mallorca, Euskotren im Baskenland (1982), FGC in Katalonien und FGV in Valencia. Die Bahnstrecke Málaga–Fuengirola (1972) sowie die Schmalspurstrecken im Großraum Madrid wurden von der Staatsbahn RENFE übernommen und, mit Ausnahme der Linie C-9 (ehemals Ferrocarril Eléctrico del Guadarrama) zwischen Cercedilla und dem Puerto de Cotos, auf Breitspur umgebaut. Die Strecke Ponferrada-Villablino in Kastilien-Leon ging in die Verantwortung der Landesregierung über und wird heute nur noch für gelegentliche Rohstofftransporte genutzt. Die meisten stillgelegten Strecken sind heute immer noch vorhanden, jedoch nicht mehr betriebsbereit. Ob es von Nutzen ist, einzelne Strecken zu modernisieren und den Betrieb wieder aufzunehmen, wird ständig untersucht und wurde zum Teil auch in die Tat umgesetzt. Strecken, die sich weiterhin als unrentabel erweisen, wurden hingegen im Rahmen des Projektes Vías Verdes (grüne Wege) zu Radwanderwegen umgewandelt.

## Projekte und Zukunft
Im Zuge der Umstrukturierung des Eisenbahnsektors in Spanien zum Jahresbeginn 2013 wurden sämtliche Ausbauprojekte für die Schmalspurinfrastruktur erst einmal zurückgestellt oder aufgegeben. Dies betraf auch Projekte, deren Umsetzung bereits begonnen hatte.

### Zweisystem-Stadtbahn in León
In der spanischen Stadt León sollte eine meterspuriges Stadtbahnstrecke gebaut und mit Zweisystem-Fahrzeugen über die vorhandene Schmalspurstreckem mit einem Abzweig zu den Kliniken, verlängert werden. Die Bauarbeiten begannen Anfang des Jahres 2011 mit der Kappung der Eisenbahnstrecke ungefähr 3 Kilometer nördlich des innerstädtischen Endpunktes Matallana, um diesen Abschnitt in eine Stadtbahnstrecke umzubauen. Ende März 2014 verkündete das spanische Bauministerium, dass dieses Projekt nicht mehr fortgeführt werde. Zwar wurden die Arbeiten später wieder aufgenommen und 2018 beendet, doch ist aktuell wegen fehlender Rechtsnormen und mangelndem Willen unklar, wer (Stadt, Provinz oder ADIF) verantwortlich ist. Durch Vandalismus und Diebstahl leidet die brachliegende Strecke. Daher endet die Eisenbahnstrecke nach wie vor im Norden der Stadt am Bahnhof La Asunción/Universidad, wo in einen Bus umgestiegen werden muss.

### Bahnstrecke von Matallana nach Vegacevera
Im Ort Vegacevera gab es in der Vergangenheit bereits einen Bahnanschluss zum Transport von Rohstoffen. Die vollständig abgebaute Strecke mit einer Länge von ca. 10 km soll wieder aufgebaut werden, um insbesondere Touristen nach Vegacevera zu transportieren. Die Regionalregierung plant, hier ein Zentrum für hochalpinen Tourismus aufzubauen. Neben weiteren Bauvorhaben sollen auch neue Seilbahnen in das Hochgebirge gebaut werden. Eine Realisierung der Eisenbahnstrecke ist abhängig von der Umsetzung des Gesamtprojektes, was aufgrund der spanischen Wirtschaftskrise ungewiss ist.

### S-Bahn-Tunnel in Gijón
In der spanischen Region Asturien ist ein Regionalstadtbahn-Konzept vorgesehen, das unter anderem einen Eisenbahntunnel in der Stadt Gijón zwischen dem Bahnhof Jovellanos und dem Stadtteil Cabueñes vorsieht. Obwohl der Rohbau des Tunnels bereits in weiten Teilen abgeschlossen ist, wird der Tunnel seit dem Jahr 2006 nicht mehr weitergebaut. Die Instandhaltung des nicht fertiggestellten Tunnels kostet jährlich etwa 100.000 Euro.

### Vollständige Elektrifizierung zwischen Bilbao und Oviedo
In den Großräumen Bilbao, Santander und Asturien existieren elektrifizierte Inselbetriebe. Die Elektrifizierung sollte ausgebaut werden, um einen elektrischen Eisenbahnverkehr auch zwischen diesen drei Regionen bis Oviedo zu ermöglichen. Umgesetzt wurde bislang eine Verlängerung der Elektrifizierung lediglich zwischen Infiesto und Ribadesella in Asturien.

### Verlängerung von Collanzo nach Felechosa
Die bestehende Strecke zwischen Trubia und Collanzo soll um einige Kilometer in den Ort Felechosa verlängert werden. Der Bau sollte im Jahr 2012 abgeschlossen sein. Im März 2014 wurde mit einer Umsetzung noch nicht begonnen, sodass eine Realisierung ungewiss bleibt.

### Umbau der Strecke Cartagena – Los Nietos in eine Stadtbahn

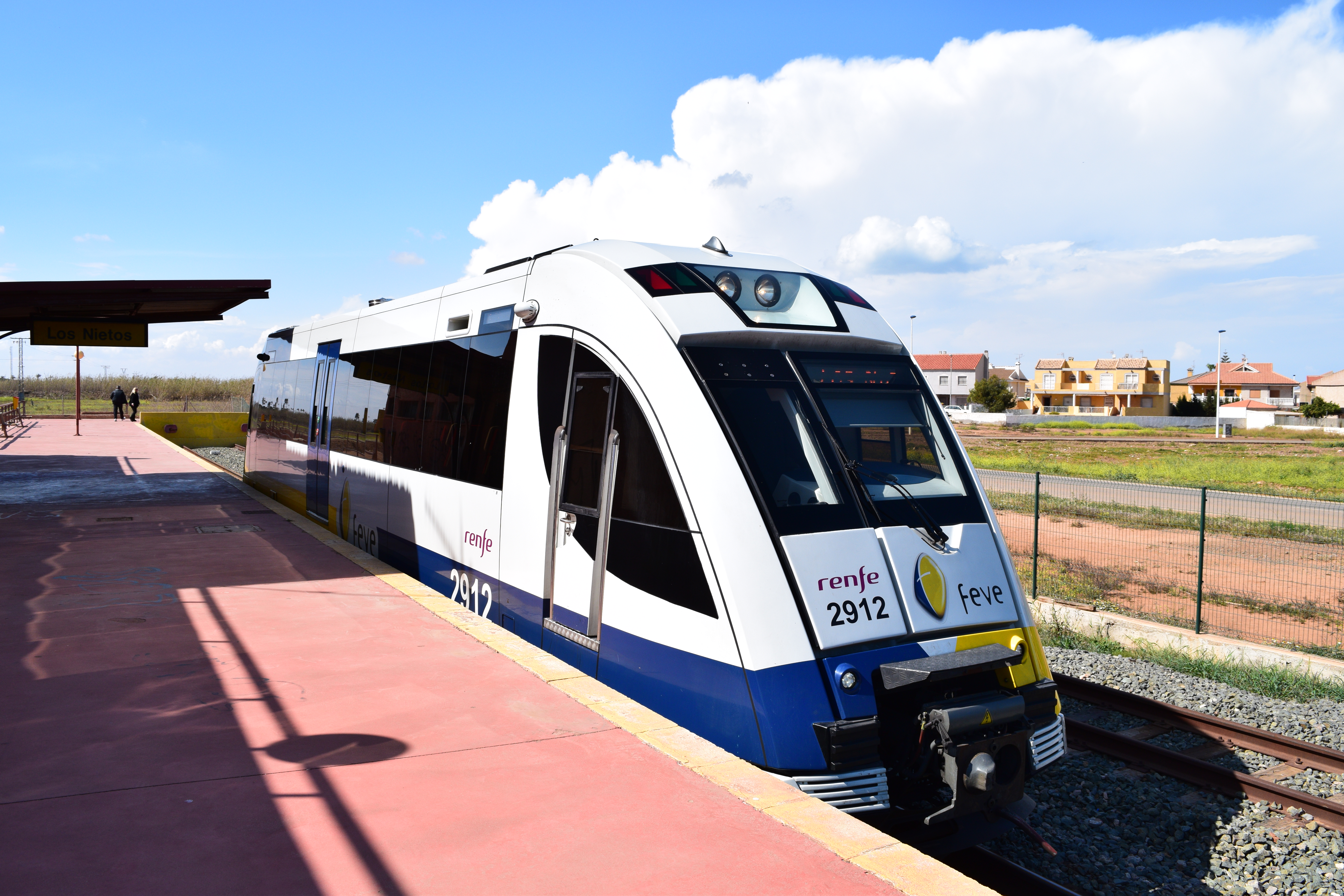
Zug 2912, RENFE-Serie 529, in der Endstation Los Nietos, 2015

Die isolierte Bahnstrecke zwischen Cartagena und Los Nietos sollte in eine Stadtbahn umgewandelt werden. Auch hier wurde mit einer Umsetzung bis dato nicht begonnen.

## Ehemalige Strecken
Es gab in allen Landesteilen Schmalspurstrecken, die in den letzten Jahrzehnten stillgelegt wurden. Einige Strecken wurden abgebaut oder in Radwege umgewandelt, andere sind immer noch vorhanden. Die Grundstücke befinden sich meist noch im Eigentum des Unternehmens. Aufgrund von Untersuchungen, die in der Sanierung und Reaktivierung einzelner Strecken einen positiven Kosten-Nutzen-Faktor sehen, liegen politische Anträge vor, die eine oder andere stillgelegte Strecke zu reaktivieren.
Dem Unternehmen wurden verstärkt in den 1960er und 1970er Jahren diverse Schmalspurbahnen übertragen. Diese wurden jedoch oft nur kurze Zeit weiter betrieben, da sich der Aufwand eines Einzelbetriebes für die meist isolierten Strecken nicht lohnte und die Generalsanierung der Infrastruktur sowie die Beschaffung neuen Rollmaterials erforderlich gewesen wäre. Die folgende Tabelle zeigt eine Auswahl an Strecken, auf denen FEVE der letzte Betreiber war:
| Streckenverlauf       | Region     | heutiger Zustand                                     |
| --------------------- | ---------- | ---------------------------------------------------- |
| Málaga – Coín         | Andalusien | Radweg                                               |
| Málaga – Fuengirola   | Andalusien | 1972 von RENFE übernommen und auf Breitspur umgebaut |
| Arriondas – Covadonga | Asturien   | wird für Museumsbetrieb mit Dampfzügen hergerichtet  |
| Calahorra – Arnedo    | La Rioja   | Radweg                                               |
| Haro – Ezcaray        | La Rioja   | Radweg                                               |